# L’Énova
L’Énova (spanisch Énova) ist eine Gemeinde (Municipio) mit 924 Einwohnern (Stand: 2024) in der spanischen Provinz Valencia. Sie befindet sich in der Comarca Ribera Alta.

## Geografie
L’Énova liegt etwa 58 Kilometer südsüdwestlich von Valencia in einer Höhe von ca. 50 m. 

## Demografie
| 1900 | 1930 | 1950 | 1970 | 1981 | 1991 | 2001 | 2011 | 2021 |
| ---- | ---- | ---- | ---- | ---- | ---- | ---- | ---- | ---- |
| 1312 | 1465 | 1447 | 1368 | 1227 | 1178 | 1045 | 982  | 912  |

## Sehenswürdigkeiten

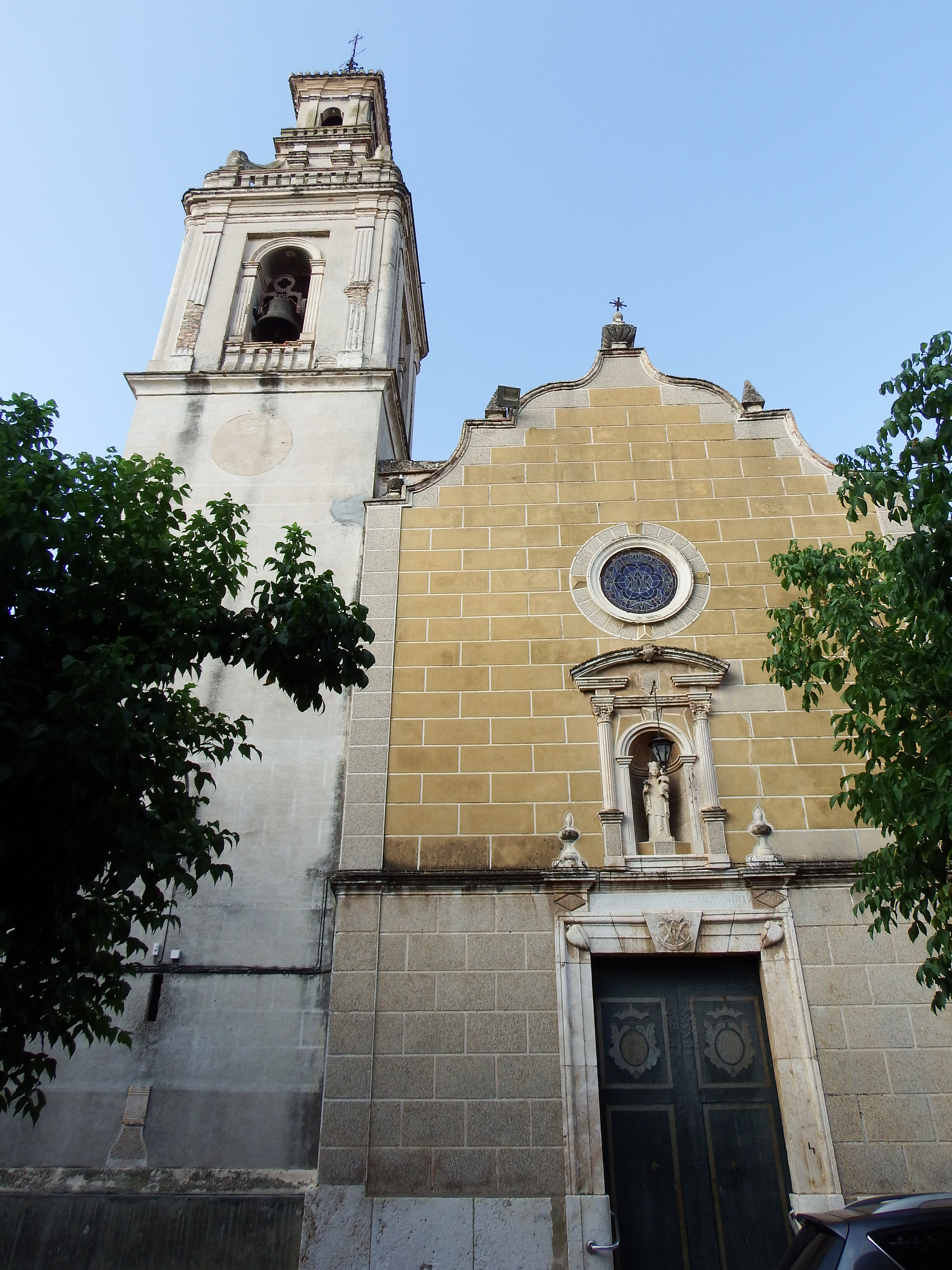
Kirche Mariä Gnade
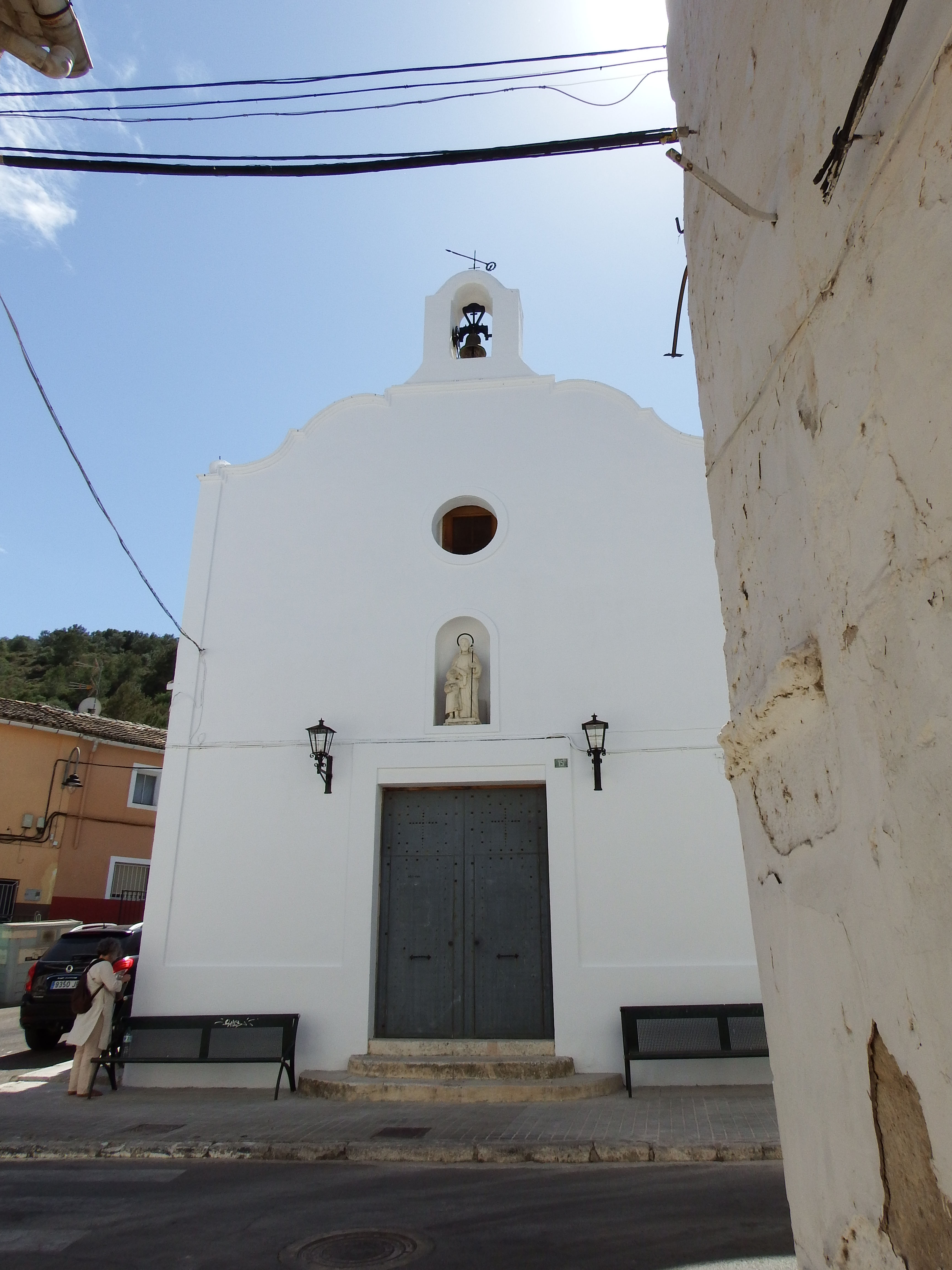
Marienkapelle
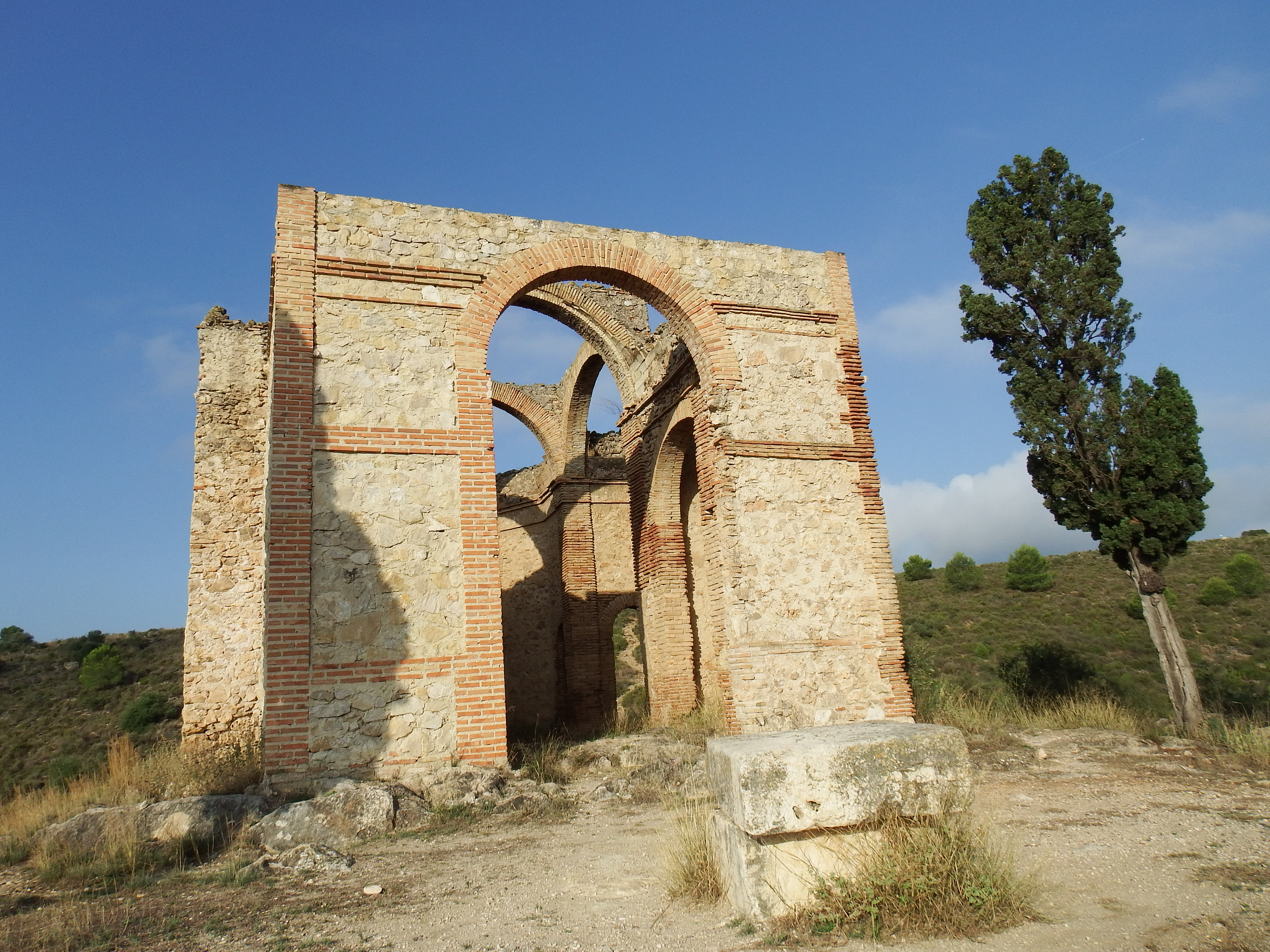
Josephuskapelle
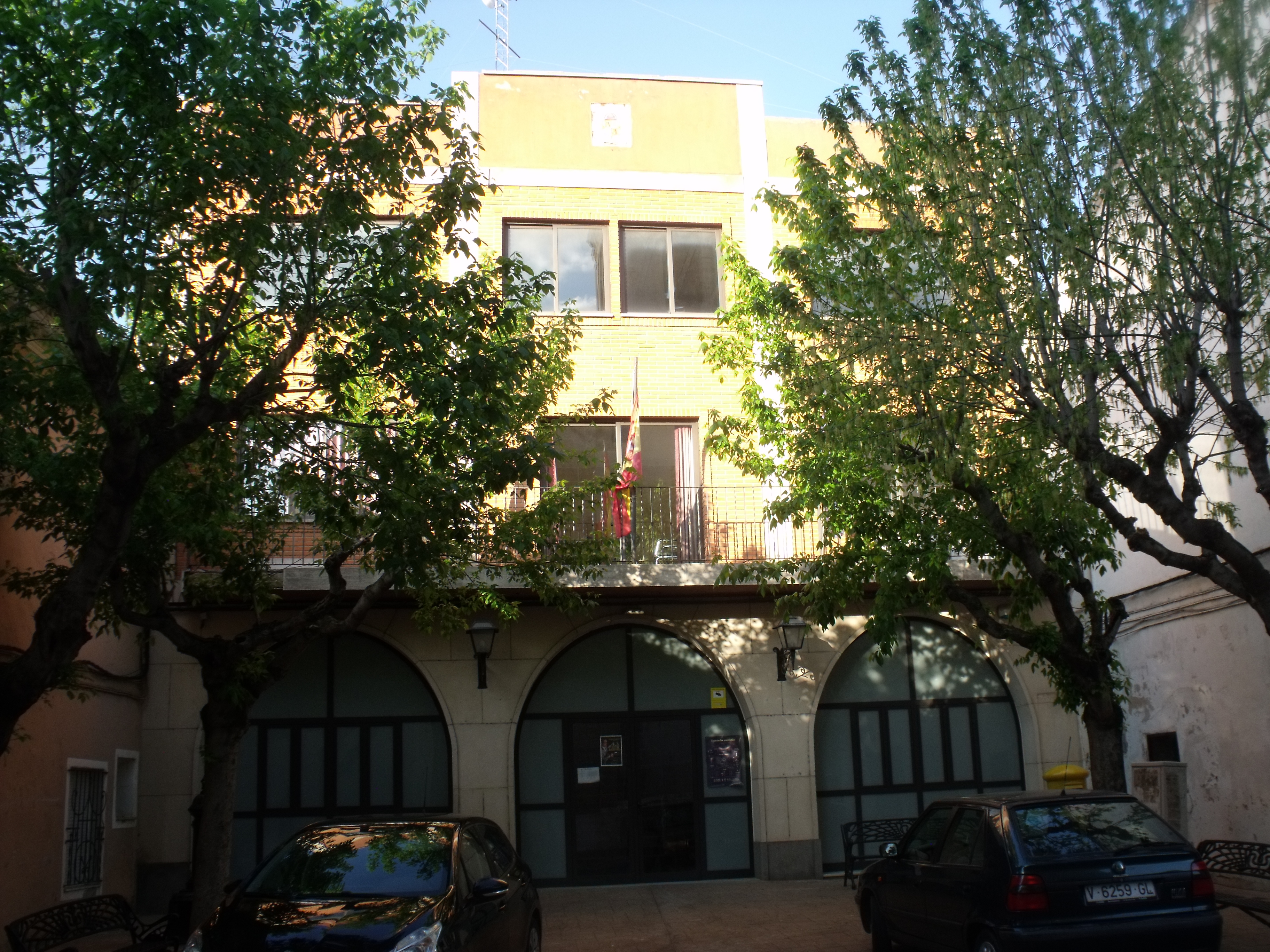
Ruinen der Kalvarienkapelle

- Kirche Mariä Gnade
- Josephuskapelle
- Ruinen der Kalvarienkapelle
- Rathaus